# Juckerstraße
Juckerstraße ist ein Weiler der Ortsgemeinden Jucken, Karlshausen und Zweifelscheid im Eifelkreis Bitburg-Prüm in Rheinland-Pfalz.

## Geographische Lage
Juckerstraße liegt auf den Gemarkungen der drei Ortsgemeinden Jucken (nordwestlicher Teil), Karlshausen (südlicher Teil und Mitte) sowie Zweifelscheid (nordöstlicher Teil) und berührt zudem die beiden Verbandsgemeinden Arzfeld (Jucken und Zweifelscheid) sowie Südeifel (Karlshausen). Geographisch liegt Juckerstraße nördlich von Karlshausen (Entfernung: 1,5 km), südlich von Jucken (Entfernung: 2,5 km) und nordöstlich von Zweifelscheid (Entfernung: 1,8 km). Der Weiler befindet sich auf einer Hochebene und ist überwiegend von landwirtschaftlichen Nutzflächen sowie kleineren Wäldern im Osten und Westen umgeben. Östlich fließt ein Ausläufer der Enz, westlich der Wurmichtbach.

## Geschichte
Die genaue Entstehungsgeschichte des Weilers ist unbekannt. Als gesichert gilt jedoch, dass Juckerstraße bereits um 1840 zusammen mit den Weilern Haubendell und Wolperdorf sowie dem Wohnplatz Karlshauser Mühle existierte.
1843 zählte Juckerstraße als Einzelhof von Jucken mit zwei Einwohnern zur Bürgermeisterei Olmscheid.

## Wappen von Zweifelscheid

Das Wappen der heute übergeordneten Gemeinde Zweifelscheid wurde in Anlehnung an den Weiler Juckerstraße entworfen und stellt diesen ebenfalls symbolisch dar. Im Wappen von Karlshausen ist der Weiler Juckerstraße nicht dargestellt und die Gemeinde Jucken führt bisweilen kein Wappen.
Wappenbegründung: Die Farben Rot und Silber dokumentieren die frühere Zugehörigkeit zur luxemburgischen Herrschaft Neuerburg. Das Tunnelportal in Schwarz weist auf den 127 m langen Zweifelscheider Tunnel hin, die drei Zinnen auf die drei Ortsteile. Das blaue Wellenband symbolisiert die Enz, die drei Ähren symbolisieren den Ackerbau.

## Naherholung
In der Nähe von Juckerstraße verläuft der Wanderweg 14 des Naturpark Südeifel. Es handelt sich um einen Rundwanderweg mit einer Länge von rund 7,6 km. Highlights am Weg sind mehrere Fernaussichtspunkte sowie das Tal des Wurmichtbaches in der Nähe von Falkenauel (Gemeinde Daleiden).

## Wirtschaft und Infrastruktur

### Unternehmen
Im Weiler Juckerstraße ist ein Händler für Baustoffe ansässig und es existiert ein landwirtschaftlicher Nutzbetrieb.

### Verkehr
Es existiert eine regelmäßige Busverbindung.
Juckerstraße ist durch die Landesstraße 13 erschlossen.